# 荷兰女子足球甲级联赛
荷兰女子足球甲级联赛（荷蘭語：Vrouwen Eredivisie）是荷蘭最高等級的女子足球聯賽，成立於2007年。联赛曾一度于2012年合并为比利时-荷兰足球联盟，2015年再度拆分。

## 球隊
- ADO海牙女子足球俱乐部（英语：ADO Den Haag Vrouwen）（海牙）
- 阿積士女子足球會（阿姆斯特丹）
- 屯特女子足球俱樂部（恩斯赫德）
- PEC施禾利女子足球俱樂部（英语：PEC Zwolle Vrouwenn）（茲沃勒）
- PSV燕豪芬女子足球俱樂部（英语：PSV Vrouwen）（埃因霍溫）
- 精英女子職業足球基金會（英语：SBV Excelsior (women)）（鹿特丹）
- 海倫芬女子足球俱樂部（英语：SC Heerenveen (women)）（海倫芬）
- 阿爾克馬爾女子足球俱樂部（英语：VV Alkmaar）（阿爾克馬爾）